# 圣尼各老堂 (巴黎第五区)
圣尼各老堂（Saint-Nicolas-du-Chardonnet）是一座罗马天主教教堂，位于巴黎第五区. 。
自1977年以来，该堂一直由传统主义的圣庇护十世司铎兄弟会控制。

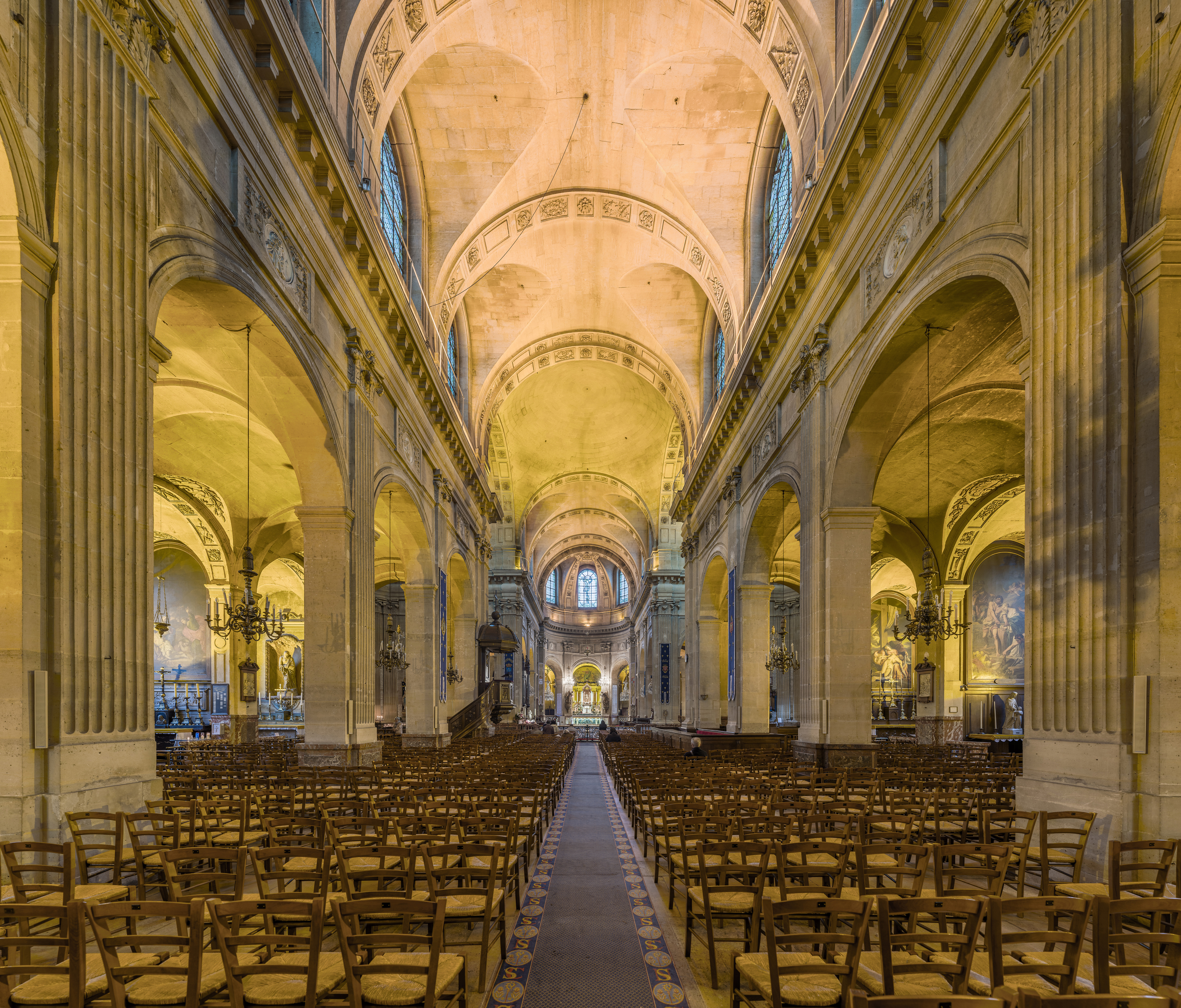